# Marine Corps Brevet Medal
La La Marine Corps Brevet Medal, également connue sous le nom de Brevet Medal, est une décoration militaire du Marine Corps des États-Unis ; elle a été créée en 1921 à la suite du Marine Corps Order Number 26. Cette décoration n'était décernée qu'une seule fois et reconnaissait rétroactivement les officiers du Corps des Marines encore en vie qui avaient reçu un grade de brevet. La pratique similaire de la promotion se poursuit dans les six branches des forces armées américaines.
Les promotions par brevet ont été utilisées par l'armée américaine, sous une forme ou une autre, de 1775 jusqu'à ce qu'elles soient supprimées en 1900. L'armée était la seule branche autorisée à accorder des brevets jusqu'en 1814, date à laquelle le corps des Marines s'est vu accorder le même privilège. En 86 ans, le corps des Marines a accordé 121 promotions par brevet à 100 officiers du corps des Marines. Le capitaine Anthony Gale a été le premier à recevoir une promotion brevet en 1814, et John Twiggs Myers, décédé en 1952, en est le dernier récipiendaire survivant.
En 1921, le commandant John A. Lejeune a demandé qu'une Marine Corps Brevet Medal soit autorisée. Après son approbation et sa création, la décoration a été décernée aux 20 derniers officiers du Corps des Marines encore en vie qui avaient reçu une promotion brevetée.

## Promotions d'échelon
Une promotion de brevet, ou brevet, est un avancement de grade sans avancement de grade ou de poste. En règle générale, l'officier breveté reçoit l'insigne du grade breveté, mais pas la solde ni l'autorité officielle. Les promotions de Brevet ont été autorisées à l'origine pour l'armée américaine en 1775 par le Second Congrès continental. En 1778, une résolution a été adoptée stipulant que les brevets ne seraient autorisés que "...pour les officiers de ligne ou en cas de services très éminents...".
Ce n'est qu'en 1814 que le Congrès autorisera le Corps des Marines à accorder des promotions par brevet, en stipulant que "... le Président est autorisé à conférer le grade de brevet aux officiers du Corps des Marines qui se distingueront par des actions courageuses et une conduite méritoire ou qui auront servi dix ans dans un grade...".
En 1814, Anthony Gale devient le premier Marine à recevoir une promotion brevetée lorsqu'il est nommé major après avoir été capitaine pendant dix ans. Lorsque la pratique des promotions par brevet a été abandonnée en 1900, 121 promotions par brevet avaient été accordées à 100 officiers du corps des Marines.
Au XIXe siècle et au début du XXe siècle, les promotions par brevet étaient courantes dans les Forces armées des États-Unis. Les nouveaux officiers recevaient un brevet jusqu'à ce que des postes autorisés soient disponibles, ou ils pouvaient être brevetés pour occuper des postes plus élevés pour bravoure. Pendant la guerre de Sécession, la plupart des officiers supérieurs ont reçu une promotion brevetée, en particulier au cours des derniers mois de la guerre.
La création de la Medal of Honor et la modification des règles permettant aux officiers et aux soldats de la recevoir ont réduit la nécessité des promotions par brevet. Pendant la guerre de Sécession, l'Armée de terre (US Army) a eu recours aux promotions par brevet à un point tel que le Congrès a adopté en 1869 une loi restreignant l'octroi des promotions par brevet. Cette loi établissait trois conditions pour l'octroi d'un brevet : "Ils ne peuvent être accordés qu'en temps de guerre et uniquement pour une conduite distinguée et un service public en présence de l'ennemi, et ils suppriment également tous les privilèges de commandement fondés sur le grade de brevet, sauf indication contraire du président",.
En 1870, le Congrès adopte une loi stipulant qu'aucun officier ne peut porter son grade de brevet, ni être interpellé par celui-ci, ce qui fait des promotions de brevet une décoration honorifique uniquement. En raison de cette nouvelle loi, les neuf dernières promotions de brevet accordées par le Marine Corps ont eu lieu pendant la rébellion des Boxers. Le 7 juin 1921, le secrétaire à la Marine Edwin Denby approuve la demande du commandant John A. Lejeune, qui souhaite qu'une médaille soit décernée au titulaire d'une promotion brevetée. Le Marine Corps Order #26 a été publié le 27 juin 1921, autorisant la commande de la médaille et, le 10 novembre 1921, les médailles avaient été créées,. Cette décoration a été justifiée par le fait que, jusqu'en 1915, les officiers du Marine Corps n'étaient pas éligibles pour la Medal of Honor.
En 1940, le Marine Corps a déclaré la Marine Corps Brevet Medal obsolète ; la médaille n'a plus jamais été décernée. Le concept des commissions de brevet a été progressivement abandonné dans l'armée américaine et remplacé par des promotions temporaires et sur le terrain, qui étaient accordées plus fréquemment que les grades de brevet.
L'attribution de la médaille a été approuvée pour vingt-trois hommes, dont trois sont décédés avant d'avoir pu recevoir cette distinction. Sur les vingt récipiendaires, trois étaient titulaires à la fois de la Marine Corps Brevet Medal et de la Medal of Honor.

## Description et symbolisme
La Marine Corps Brevet Medal était considérée comme l'équivalent de la Navy Cross, bien qu'elle soit placée juste derrière la Medal of Honor. Les récipiendaires de cette médaille avaient reçu des commissions de terrain en tant qu'officiers du corps des Marines, dans des conditions de combat, et avaient accompli des actes de distinction et de bravoure. À l'origine, la Brevet Medal était classée après la Navy Distinguished Service Medal et a été décernée à 23 membres actifs, retraités et réformés du corps des Marines.
La médaille a été conçue par le sergent Joseph Alfred Burnett et contenait un ruban écarlate de l'USMC, ressemblant beaucoup au motif étoilé bleu et blanc de la Medal of Honor. Aucun dispositif n'a été autorisé pour la médaille de Brevet.

### Recto de la médaille
La médaille se compose d'une croix pattée en bronze, avec le centre de chaque bras étendu en forme de demi-cercle et, au centre du front, le mot " BREVET ", entouré des mots " UNITED STATES MARINE CORPS ". Une petite étoile à cinq branches, pointe en haut, se trouve au centre inférieur du cercle formé par l'inscription et un petit insigne du Marine Corps (Eagle, Globe, and Anchor: aigle, globe et ancre) attache la médaille à son anneau de suspension.

### Le revers de la médaille
Le revers de la médaille est uni, à l'exception de son centre, qui contient l'inscription " FOR DISTINGUISHED CONDUCT " dans un cercle, et les mots " IN PRESENCE OF ENEMY " (en présence de l'ennemi) au centre. Les médailles originales n'étaient ni nommées ni numérotées.

## Récipiendaires
| Photo | Nom                         | Grade attribué à   | Date de l'action | Lieu de l'action         | Notes, |
| --- | --------------------------- | ------------------ | ---------------- | ------------------------ | --- |
| — | Philip M. Bannon (en)       | First Lieutenant   | 13 juin 1898     | Baie de Guantánamo, Cuba | "Pour sa conduite distinguée au cours de la guerre hispano-américaine" |
| Image d'un homme blanc en uniforme militaire sans chapeau. Les rubans de style militaire sont clairement visibles. | Smedley D. Butler (en)      | Captain            | 13 juillet 1900  | Tientsin, Chine          | "Pour sa conduite distinguée et son service public en présence de l'ennemi le 13 juillet 1900, pendant la rébellion des Boxers". L'un des trois à avoir reçu à la fois la Brevet Medal et la Medal of Honor. L'un des dix-neuf à avoir reçu deux fois la Medal of Honor. |
| — | Carl Gamborg-Andresen (en)  | Captain            | 13 juillet 1900  | Tientsin, Chine          | "Pour sa conduite distinguée et son service public en présence de l'ennemi pendant la rébellion des Boxers." |
| — | Newt H. Hall (en)           | Major              | 14 août 1900     | Peking, China            | "Pour sa conduite distinguée en présence de l'ennemi pendant la rébellion des Boxers" |
| — | Allan C. Kelton (en)        | Major              | 3 juillet 1898   | Baie de Guantánamo, Cuba | "Pour sa conduite distinguée et ses services publics en présence de l'ennemi pendant la guerre hispano-américaine." |
| — | Charles G. Long (en)        | Captain            | 11 juin 1898     | Baie de Guantánamo, Cuba | "Pour sa conduite distinguée et ses services publics en présence de l'ennemi pendant la guerre hispano-américaine." |
| — | Lewis C. Lucas (en)         | Captain            | 13 juin 1898     | Baie de Guantánamo, Cuba | "Pour sa conduite remarquable au combat pendant la guerre hispano-américaine. |
| | James E. Mahoney (en)       | Captain            | 11 juin 1898     | Baie de Guantánamo, Cuba | "Pour sa conduite distinguée et ses services publics en présence de l'ennemi pendant la guerre hispano-américaine. |
| | Charles L. McCawley (en)    | Major              | 11 juin 1898     | Baie de Guantánamo, Cuba | "Pour sa conduite distinguée et ses services publics en présence de l'ennemi pendant la guerre hispano-américaine. |
| — | William N. McKelvy Sr. (en) | Captain            | 11 juin 1898     | Baie de Guantánamo, Cuba | "Pour sa conduite distinguée et ses services publics en présence de l'ennemi pendant la guerre hispano-américaine. |
| Paul St. Clair Murphy                                                                                              | Paul St. Clair Murphy (en)  | Major              | 3 juillet 1898   | Santiago, Cuba           | "Pour service courageux lors de la bataille navale de Santiago, Cuba, pendant la guerre hispano-américaine. |
| | John Twiggs Myers (en)      | Major              | 20 juillet 1900  | Peking, Chine            | "Pour sa conduite distinguée en présence de l'ennemi lors de la défense des légations pendant la rébellion des Boxers. |
| | Wendell C. Neville (en)     | Captain            | 13 juin 1898     | Baie de Guantánamo, Cuba | "Pour sa conduite remarquable au combat pendant la guerre hispano-américaine". Il est l'un des trois à avoir reçu à la fois la Brevet Medal et la Medal of Honor. |
| | Percival C. Pope (en)       | Captain            | 8 septembre 1863 | Fort Sumter              | "Pour service courageux et méritoire lors de l'attaque nocturne de Fort Sumter pendant la guerre civile." |
| | David D. Porter (en)        | Captain            | 8 octobre 1899   | Noveleta, Philippines    | "Pour sa conduite distinguée et son service public en présence de l'ennemi pendant l'insurrection philippine". L'un des trois récipiendaires de la Brevet Medal et de la Medal of Honor..                                                                                |
| — | William G. Powell (en)      | Captain            | 21 juin 1900     | Tientsin, Chine          | "Pour sa conduite distinguée et ses services publics en présence de l'ennemi pendant la rébellion des Boxers. |
| | George Richards (en)        | Lieutenant Colonel | 13 juillet 1900  | Tientsin, Chine          | "Pour sa conduite distinguée en présence de l'ennemi pendant la rébellion des Boxers. |
| — | Melville J. Shaw (en)       | First Lieutenant   | 11 juin 1898     | Baie de Guantánamo, Cuba | "Pour sa conduite distinguée et ses services publics en présence de l'ennemi pendant la guerre hispano-américaine. |
| — | George C. Thorpe (en)       | Captain            | 8 octobre 1899   | Noveleta, Philippines    | "Pour sa conduite distinguée et ses services publics en présence de l'ennemi pendant l'insurrection philippine" |
| | Littleton W.T. Waller (en)  | Lieutenant Colonel | 13 juillet 1900  | Tientsin, Chine          | "Il est le seul Marine à avoir reçu à la fois la Brevet Medal et la Navy Specially Meritorious Service Medal. |

Les récipiendaires agréés décédés avant l'attribution de la médaille
| Photo        | Nom                     | Grade attribué à                 | Date de l'action                        | Lieu de l'action                                     | Notes, |
| ------------ | ----------------------- | -------------------------------- | --------------------------------------- | ---------------------------------------------------- | --- |
| James Forney | James Forney (en)       | Captain Major Lieutenant Colonel | 24 avril 1862 Juillet 1864 15 mars 1870 | Forts Jackson et St. Philip Gunpowder Bridge Formose | "Pour des services courageux et méritoires lors de l'attaque des forts Jackson et St. Philip" "Pour des services méritoires lors de la défaite d'un raid rebelle à Gunpowder Bridge" "Pour des services courageux et méritoires lors de l'action contre les sauvages à Formose". |
|              | Louis J. Magill (en)    | First Lieutenant Captain         | 13 juin 1898                            | Baie de Guantánamo, Cuba                             | "Pour son bon jugement et sa bravoure lors de la bataille de Guantanamo, Cuba" |
|              | Albert S. McLemore (en) | Captain                          | 6 novembre 1898                         | Baie de Guantánamo, Cuba                             | Pour conduite distinguée |

## Source
- (en) Cet article est partiellement ou en totalité issu de l’article de Wikipédia en anglais intitulé « Marine Corps Brevet Medal » (voir la liste des auteurs).